# 아머드
아머드(Armored)는 미국에서 제작된 님로드 앤탈 감독의 2009년 액션, 드라마, 스릴러 영화이다. 맷 딜런 등이 주연으로 출연하였고 조슈아 도넨 등이 제작에 참여하였다.

## 출연

### 주연
- 맷 딜런
- 장 르노
- 로렌스 피시번
- 아마우리 놀라스코
- 마일로 벤티밀리아
- 스키트 울리치
- 컬럼버스 숏

### 조연
- 프레드 워드
- 앤드레 키니

## 제작진
- 미술: 존 게리 스틸
- 세트: 데나 로스
- 의상: 마야 리버맨
- 공동기획: 루이스 구에레로
- 공동기획: 크리스 리모스
- 배역: 린지 헤이스 크로거
- 배역: 데이빗 래파포트